# Eukleidés
Eukleidés též Euklides nebo Euklid (řecky Εὐκλείδης, žil asi 325 př. n. l. – asi 260 př. n. l.) byl řecký matematik a geometr. Většinu života strávil v Alexandrii v Egyptě. Bývá označován za nejvýznamnějšího matematika antického světa. Jeho kniha Základy patří k nejvlivnějším v dějinách oboru.

## Život a dílo
O Eukleidově životě víme velmi málo, jediným starověkým biografickým zdrojem je několik vět helénistického autora Prokla v jeho přehledu z 5. století (tedy z doby 800 let po Euklidovi). Jako místa jeho narození bývají uvažována libanonský Týr, egyptská Alexandrie, či sicilská Gela. Studoval snad v Athénách na Platónově Akademii, kde se geometrii naučil od Eudoxa a Theaitéta. Král Ptolemaios I. (323–283 př. n. l.) ho povolal do nově založené Alexandrijské knihovny (či Múseia), kde pracoval a snad také učil. Mezi jeho žáky snad patřil také Archimédés. Vedle základů geometrie se věnoval i teorii čísel, perspektivě, kuželosečkám a sférické geometrii.
Jeho kniha Data pojednává o výpočetních postupech a obsahuje více než 80 Eukleidových původních matematických vět. Patří k nim například věta o výšce v pravoúhlém trojúhelníku (V každém pravoúhlém trojúhelníku je obsah čtverce sestrojeného nad výškou k přeponě roven obsahu obdélníka, jehož strany tvoří úsečky přepony rozděleného touto výškou) nebo věta o odvěsně pravoúhlého trojúhelníku (V každém pravoúhlém trojúhelníku je obsah čtverce sestrojeného nad odvěsnou roven obsahu obdélníka, jehož strany tvoří předpona a úsek přepony přilehlý k dané odvěsně).
V knize Optika položil základy studia perspektivy, v knize Základy hudby shrnul dědictví pythagorejců. Jeho nedochovaný spis Kónika se stal základem slavného stejnojmenného spisu Apollónia z Pergy o kuželosečkách. Spis Věci týkající se vidění je věnován teorii rovinných i konkávních zrcadel.
Hlavním Eukleidovým dílem jsou však Základy (řecky Stoicheia) ve třinácti knihách, jež začínají stanovením deseti základních postulátů či axiomů geometrie, a pak postupují systémem „věta – důkaz“. Obsahují jak knihy geometrické, tak také aritmetické, nicméně převaha geometrie (9 ze 13 knih) je pro starořeckou matematiku typická. K nejslavnějším postulátům v knize patří definice zlatého řezu. V knize též dokázal, že prvočísel je nekonečně mnoho, a že odmocnina ze 2 není racionální číslo. Základy shrnují práci mnoha dřívějších matematiků a filosofů a jsou zdaleka nejúspěšnější matematickou knihou všech dob, která se užívala více než 2000 let. Například ve středověku se jednalo o důležitou učebnici pro intelektuály stejně jako pro tehdejší architekty. Na anglických středních školách se používala jako středoškolská učebnice geometrie až do 20. století.
Starořecký originál knihy se nedochoval, nejstarší známý rukopis pochází z 9. století a je v držení Vatikánské knihovny. V lednu roku 1887 předložil český překlad Základů včetně dodatečných knih 14. a 15. Josef Smolík, jeho překlad však nebyl publikován. V letech 1903 až 1907 přeložil Základy také František Servít, jeho překlad vyšel v jednom svazku roku 1907. Na Západočeské univerzitě mírně upravili Servítův překlad pod vedením Petra Vopěnky a znovu jej vydali v pěti sešitech. Nový český překlad vybraných definic a vět společně se zrcadlovým řeckým textem je obsažen v knize Řecké matematické texty.
Kniha Základy byla pro jeho současníky psána způsobem, který nebyl příliš srozumitelným. Proklos praví, že se král Ptolemaios I. optal Eukleida, zda neexistuje nějaká schůdnější cesta k porozumění geometrie než jeho Základy. Eukleidés prý odpověděl: „Ke geometrii nevedou žádné královské cesty!“ Podle některých zdrojů ještě dodal: „Bez práce nejsou ani koláče, ani geometrie.“

## Základy

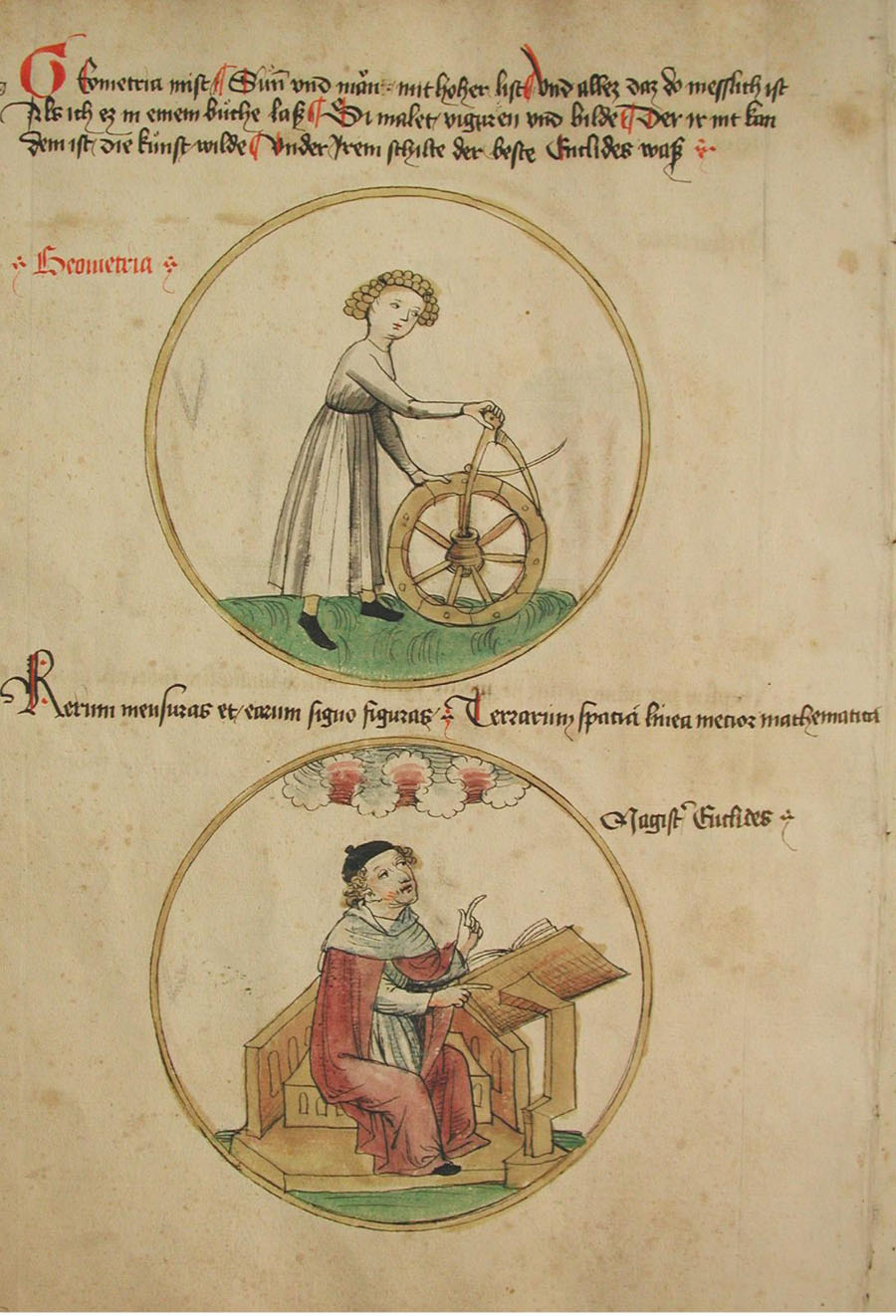
Geometrie a Eukleides podle rukopisu z 15. století (Salcburk)

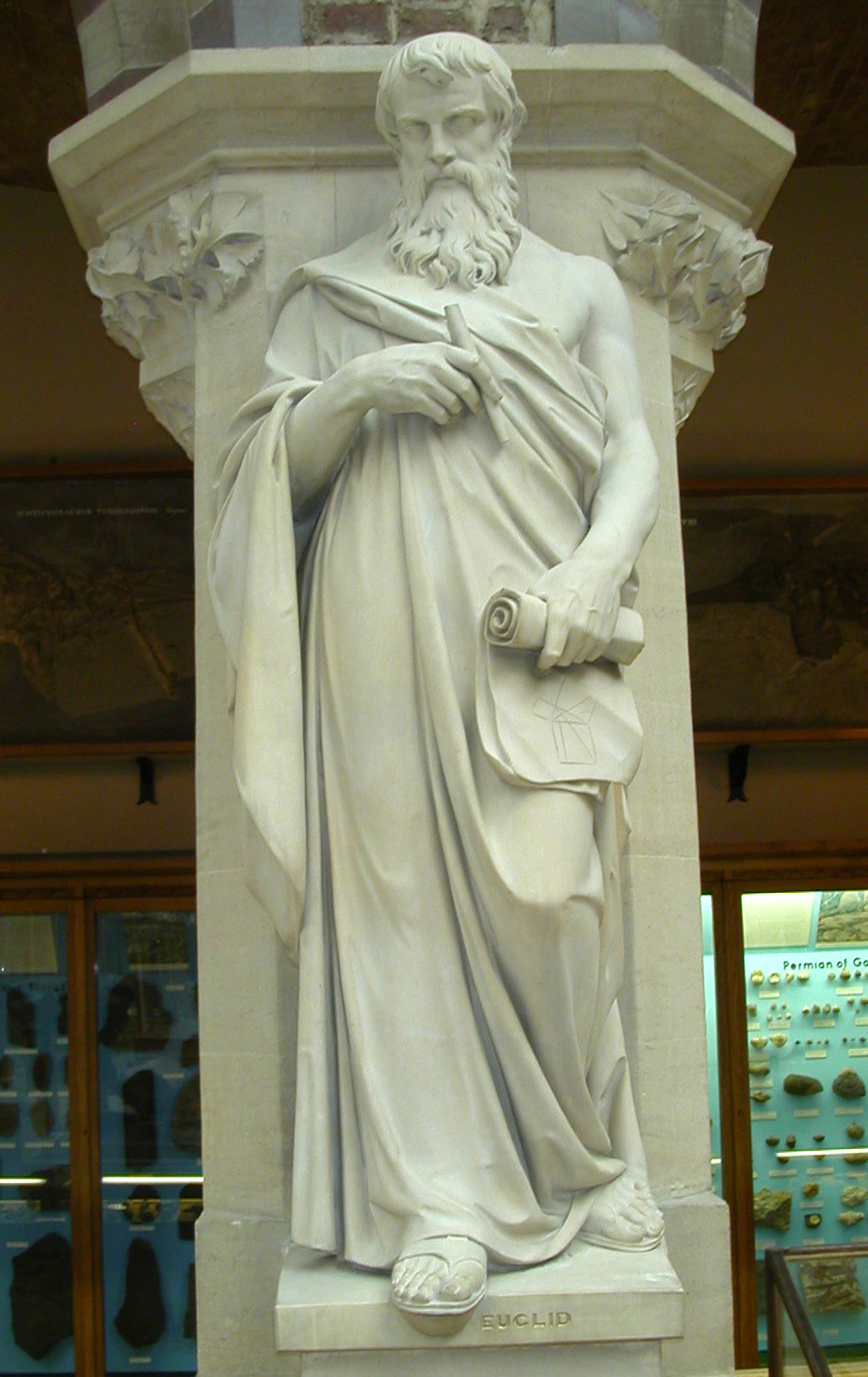
Eukleidés na soše v muzeu v Oxfordu

- 1. kniha: pojednání o základech geometrie, rovnoběžkách, trojúhelnících a rovnoběžnících (tvrzení 47 důkaz Pythagorovy věty)
- 2. kniha: pojednání o planimetrii
- 3. kniha: pojednání o kružnici a kruhu
- 4. kniha: pojednání o tětivových a tečnových mnohoúhelnících a kružnici vepsané a opsané
- 5. kniha: pojednání o poměrech
- 6. kniha: pojednání o geometrické podobnosti
- 7. kniha: pojednání o teorii čísel,
- 8. kniha: pokračování pojednání o teorii čísel
- 9. kniha: teorie čísel – čtvercová čísla, prvočísla, ... (tvrzení 20 důkaz, že prvočísel je nekonečně mnoho)
- 10. kniha: teorie iracionálních čísel.
- 11. kniha: stereometrie – pojednání o geometrii těles
- 12. kniha: pojednání o povrchu a objemu těles
- 13. kniha: pojednání o pravidelných (platónských) tělesech

## Postulát
Eukleidovy Základy je velmi stará kniha, místy možná i porušená. Následující překlady jsou velmi volné a používají moderní pojmy.
Základy začínají definicemi, například:
- Bod je to, co nemá části.
- Úsečka je délka bez šířky.
- Konce úsečky jsou body.

Následují „obecné pojmy“, jež se netýkají pouze geometrie:
- Věci rovné jedné a téže věci jsou rovné i sobě navzájem.
- Když se k rovným přidá stejné, jsou i součty stejné.
- Úsečku lze bez omezení prodloužit.
- Celek je větší než jeho část.

Vlastních postulátů je pět:
- Každými dvěma body lze vést úsečku.
- Tuto úsečku lze libovolně prodloužit.
- Každou úsečkou lze opsat kružnici kolem jednoho jejího konce.
- Všechny pravé úhly jsou si rovny.
- Mějme přímku a bod. Tímto bodem lze vést jen jednu rovnoběžku s danou přímkou.

## Pocty Eukleidovi
- Planetka 4354 se jmenuje Euclides.
- Euclides je kráter na Měsíci (7,4° S, 29,5° W, 12 km v průměru, 1,3 km hloubka)